# Stanisław Piotrowski (dźwiękowiec)
Stanisław Piotrowski (ur. 27 września 1926 w Warszawie, zm. 12 stycznia 1994 w Łodzi) – polski operator dźwięku.
Laureat Nagrody za dźwięk w filmie Zaklęte rewiry na Festiwalu Polskich Filmów Fabularnych w Gdańsku w 1975.

## Filmografia
jako operator dźwięku:

- Ewa chce spać (1958)
- Nikt nie woła (1960)
- Zaduszki (1971)
- Pamiętnik pani Hanki (1963)
- Giuseppe w Warszawie (1964)
- Faraon (1965)
- Struktura kryształu (1969)
- Perła w koronie (1971)
- Potop (1974)
- Pełnia nad głowami (1974)
- Zaklęte rewiry (1975)
- Trędowata (1976)
- Do krwi ostatniej (1978)
- Wierne blizny (1981)
- W starym dworku, czyli niepodległość trójkątów (1984)
- Kobieta z prowincji (1984)
- C.K. Dezerterzy (1985)
- Tabu (1987)
- Kramarz (1990)
- Nad rzeką, której nie ma (1991)
- Kawalerskie życie na obczyźnie (1992)